# Kolbach (osada)

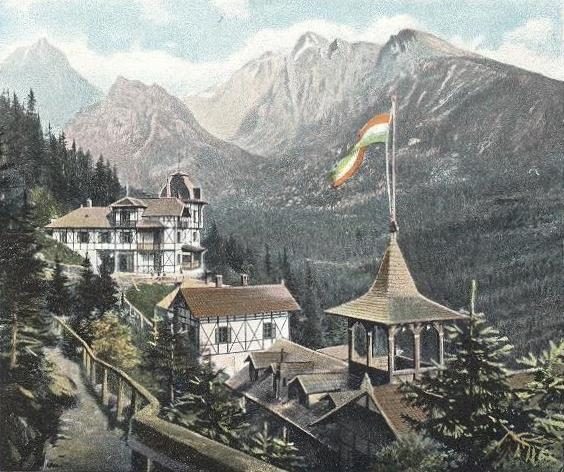
Cała osada Kolbach

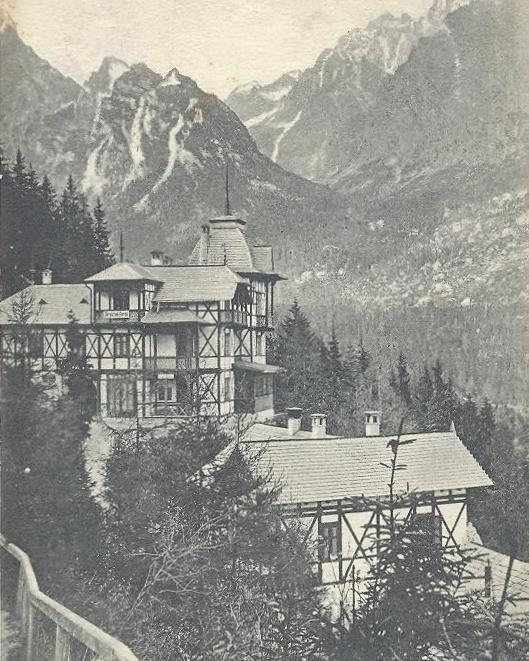
Hotel “Rosa” (1895-1927)

Kolbach (niem. Wildbad Kolbach lub W. Kohlbach, węg. Tarpatak-Füred, słow. Studenopotocké Kúpele lub (niewłaściwie) Studenovodské Kúpele) – maleńka osada turystyczno-wypoczynkowa, funkcjonująca od końca XIX w. do roku 1927 na Smokowieckiej Kazalnicy w słowackich Wysokich Tatrach, tuż poniżej Smokowieckiego Siodełka (słow. Hrebienok).
Nazwa osady wywodzi się od niemieckiej nazwy przepływającego u stóp Kazalnicy potoku Zimna Woda - Kalt-Bach. Zniekształcana w dialekcie spiskich Niemców i różnie zapisywana (Kaalbach, Kahlbach, Kalbach, Kohlbach, Koltbach) przybrała ostatecznie formę „Kolbach”.
W II połowie XIX w. teren Smokowieckiej Kazalnicy należał do spółki leśnej ze Spiskiej Soboty. W 1875 r. w tym miejscu z inicjatywy budapesztańskiej śpiewaczki Rózy Gräfl-Győrffy Węgierskie Towarzystwo Karpackie (MKE) wybudowało swoje pierwsze tatrzańskie schronisko ”Różanka”.
W 1883 r. w węgierskim regionalnym czasopiśmie „Tátra-Vidék” pojawił się artykuł Antona Döllera, wówczas urzędującego wiceprezesa MKE, w którym nakreślił on projekt budowy wysokogórskiego ośrodka turystyczno-wypoczynkowego w rejonie Siodełka. W miejscu, w którym stoi dziś hotel górski „Hrebienok”, Döller proponował wznieść największy i najnowocześniejszy wówczas hotel w Tatrach i nazwać go „Spiš”. Pozostałe obiekty miały powstać wzdłuż planowanej drogi biegnącej ze Smokowieckiej Kazalnicy ku zbiegowi Doliny Staroleśnej i Doliny Małej Zimnej Wody, a więc pomiędzy istniejącymi wówczas schroniskami „Różanka” i Rainera, poniżej dzisiejszej Magistrali Tatrzańskiej. Cały kompleks miał nosić węgierską nazwę „Tarpataki Tatra-Füred” (Zimnopotockie Kąpiele Tatry). Gdy zamiast niego powstała jedynie niewielka osada „kąpielowa” na Smokowieckiej Kazalnicy, przylgnęła do niej węgierska nazwa „Tarpatak-Füred” (Kąpiele Zimnego Potoku).
Projekt Döllera nie doszedł do skutku z powodu braku porozumienia właścicieli poszczególnych części gruntów. Dlatego jeszcze w tym samym 1883 r. spółka leśna ze Spiskiej Soboty, jako właściciel gruntów na Kazalnicy Smokowieckiej, sama zamówiła u lewockiego mistrza budowlanego Antona Müllera projekt hotelu. Jego budowę poprowadził przedsiębiorca z Popradu nazwiskiem Fedák. Piętrowy hotel „Kolbach” (węg. „Tarpatak”) oddano do użytku z końcem lata 1884 r. Na parterze była restauracja na 120 osób, z której korzystali także goście sąsiedniej „Różanki”, oraz mieszkanie dzierżawcy. Na piętrze znajdowało się 11 pokoi hotelowych. W osobnym skrzydle była kuchnia, salon muzyczny i kolejnych pięć pokoi.
Gdy w 1893 r. spłonęła „Różanka” pożar uszkodził również hotel „Kolbach”. Szybko go wyremontowano, a na miejscu starej „Różanki” zbudowano w 1894 r. nowy „Hotel Rosa” z dwudziestoma pokojami gościnnymi. Obok powstał nowy dom kąpielowy (zdrojowy). Od tego czasu datuje się powszechne użycie nazwy „Kolbach” dla całego osiedla zdrojowego.
Od roku 1906 kilkakrotnie zmieniali się właściciele zdrojowiska. Pierwszym dzierżawcą zespołu został hotelarz Viliam Matejka ze Starego Smokowca, który w ciągu dwóch lat, do letniego sezonu 1908 planował wybudować 6-7 nowych hoteli z łącznie ok. 400 pokojami, cukiernią, piwiarnią, a nawet własną fermą krów. Z planów tych nic nie zostało zrealizowane, a kolejne pomysły na rozwój uzdrowiska unicestwiła I wojna światowa.
Po pierwszej wojnie światowej właścicielem osady został Bank Katolicki w Spiskiej Sobocie, później jeden z banków w Pradze ("Legiobanka"). W międzyczasie, w 1920 r., rozebrano budynek kąpielowy. Dzierżawcą był restaurator Hugo Filla, który tu ok. 1925 r. urządził bar i salę taneczną, jednak inwestycje nie przynosiły oczekiwanych zysków. 18 lutego 1927 r. cały kompleks zniszczył pożar, który zakończył jednocześnie dzieje „Kolbachu”.
Po kilkuletniej przerwie w tym miejscu powstała w 1934 r. „Guhrova chata” (dziś Schronisko Bilíka).